# Vera Duarte
 (août 2022).
Si vous disposez d'ouvrages ou d'articles de référence ou si vous connaissez des sites web de qualité traitant du thème abordé ici, merci de compléter l'article en donnant les références utiles à sa vérifiabilité et en les liant à la section « Notes et références ».
Vera Duarte, de son nom complet Vera Valentina Benrós de Melo Duarte Lobo de Pina, née le 2 octobre 1952 à Mindelo, est une juriste, femme politique et poétesse capverdienne.

## Biographie
Après une scolarité au Cap-Vert, Vera Duarte poursuit ses études au Portugal, où elle suit des cours de droit à l'Université de Lisbonne, puis une formation de magistrat au Centre d'études judiciaires à Lisbonne.
Retournée à Praia au Cap-Vert, elle exerce en qualité de juge conseiller à la Cour suprême puis, plus tard, comme conseiller du président de la République. Elle est également ministre de l'Éducation nationale[Quand ?].
Son engagement dans la défense des droits de l'Homme en tant que membre de la Commission africaine des droits de l'homme et des peuples et membre de la Commission internationale de juristes lui vaut de recevoir, en 1995, le prix Nord-Sud du Conseil de l'Europe.
Vera Duarte est présidente de l'Association cap-verdienne des femmes juristes (AMJ), membre du Comité exécutif de la Commission internationale de juristes, et membre de plusieurs associations émanant de la société civile du Cap-Vert, dont l'Association des écrivains du Cap-Vert (AEC).
Elle fait ses débuts en littérature en 1993, par la publication du recueil de poèmes Amanhã a Madrugada (Demain à l'aube). Son premier roman, A candidata (Le Candidat), publié en 2003, reçoit le Prix Sonangol de littérature. Vera Duarte a reçu de nombreux trophées dont le Prix U Tam'si, en 2001.

## Œuvre

### Poésie
- 1993 - Amanhã amadrugada
- 2001 - O arquipélago da paixão
- 2005 - Preces e súplicas ou os cânticos da desesperança
- 2010 - Exercícios poéticos

### Roman
- 2003 - A candidata

### Essai
- 2007 - Construindo a utopia

## Distinctions
2003: Prix Sonangol de littérature
2001: Prix Tchicaya U Tam'si pour la poésie africaine
1995 : Prix Nord-Sud du Conseil de l'Europe,